# Culicoides minasensis
Culicoides minasensis är en tvåvingeart som beskrevs av Felippe-bauer 1987. Culicoides minasensis ingår i släktet Culicoides och familjen svidknott. Inga underarter finns listade i Catalogue of Life.